# Studium (dwumiesięcznik)
Studium – krakowski dwumiesięcznik literacki, poświęcony literaturze najnowszej (podtytuł: „pismo o nowej literaturze”). Wydawanie pisma zostało zawieszone.
Pismo prezentowało twórczość pisarzy najmłodszej generacji oraz krytyczną ocenę nowej literatury. Charakterystyczne dla Studium były cykle felietonów (felietoniści to np. Radosław Wiśniewski, Jakub Winiarski czy Błażej Dzikowski) oraz wywiady z pisarzami i osobowościami związanymi ze współczesnym życiem literackim.
Z działem krytycznym Studium współpracowali m.in. Anna Kałuża, Jacek Guturow, Joanna Orska, Marcin Pietrzak, Jakub Beczek, Wojciech Rusinek, Adam Pluszka.
Pismo powstało jako efekt warsztatów wydawniczych słuchaczy I rocznika Studium Literacko-Artystycznego, pierwszej w Polsce Szkoły Pisarzy działającej od 1994 r. na Uniwersytecie Jagiellońskim i związane było z SLA. Przez długi czas wydawcą Studium było wydawnictwo Zielona Sowa, którego właścicielem był Mariusz Czyżowski, absolwent SLA, aż do momentu sprzedania pisma Krakowskiemu Wydawnictwu Naukowemu (czyli de facto pismo pozostało nadal w tych samych rękach, jako że po sprzedaniu „Zielonej Sowy” WSiPowi jej dotychczasowi właściciele założyli Krakowskie Wydawnictwo Naukowe). Równolegle z czasopismem wydawano serię książek „Biblioteka Studium”.
- Redakcja: Mariusz Czyżowski (redaktor naczelny), Roman Honet, Grzegorz Nurek, Ewa Sonnenberg
- Rada redakcyjna (składająca się z ówczesnych wykładowców Studium Literacko-Artystycznego UJ): Jerzy Jarzębski, Bronisław Maj, Gabriela Matuszek, Ryszard Nycz, Stanisław Stabro, Władysław Stróżewski, Marta Wyka.